# Adalbert d'Alsace
Pour les articles homonymes, voir Alsace (homonymie).
 Adalbert d'Alsace, ou Adelbert ou bien encore Adelberg est né vers 665 dans la région d'Obernai et mort vers 722, peut-être en sa villa de Koenigshoffen.
Après la mort d'Etichon-Adalric d'Alsace, certainement en 690, son fils, le duc Adalbert d'Alsace, lui succède. Il était déjà comte de Sundgau avant ce décès. Adalbert construit la résidence royale de Koenigshoffen et les abbayes de Honau et de Saint-Étienne, mais aussi de Wissembourg. L'Alsace est alors un duché très puissant au sein de l'Austrasie. Il épouse Gerlinde de Pfalzel, fille d'Odon qui est peut-être une des petites-filles d'Hugobert.

## Sa famille

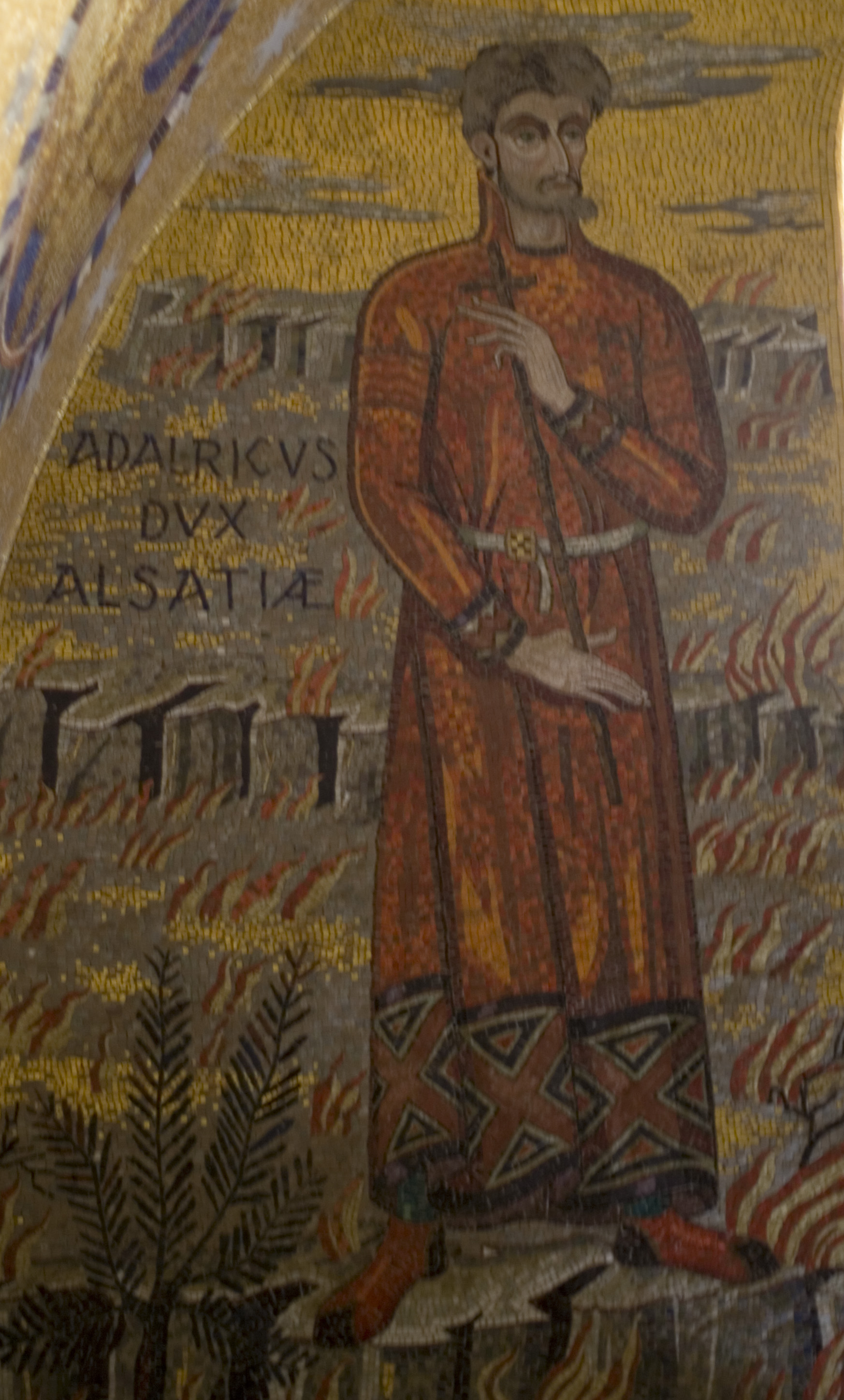
Mosaïque représentant son père Etichon-Adalric d'Alsace.

Adalbert d'Alsace est le fils d'Etichon-Adalric d'Alsace, duc d'Alsace de 662 à 689, fondateur de la dynastie des Étichonides et le frère de sainte Odile, sainte patronne de l'Alsace. Il est aussi très certainement l'ancêtre de l'illustre Maison de Habsbourg. Les biens des Étichonides, maîtres absolus de l'Alsace du haut Moyen Âge, se retrouveront en effet, aux mains des Habsbourg quelques siècles plus tard. Sa mère, Berswinde, est la nièce de Léger d'Autun, évêque et saint, et peut-être belle-sœur de Sigebert III.

## Biographie

### Sa jeunesse
Adalbert d'Alsace est peut-être né à Oberehnheim, dans la villa royale de ses parents ou au château d'Hohenbourg, où il passe une bonne partie de son enfance. Son père le fait comte du Sundgau en 683.
Le territoire que tient Adalbert d'Alsace ne semble pas avoir été amputé ou agrandi par rapport au duché de son père. Il est situé à l'est des crêtes des Vosges, de l'abbaye de Surbourg, au sud de la Sauer (rivière), jusqu'au sud de l'abbaye de Moutier-Grandval, située dans le nord du Jura. Il inclut le Brisgau et une partie de la plaine rhénane de l'autre côté du Rhin.

### Son mariage
Adalbert d'Alsace se marie avec Gerlinde de Pfalzel, fille d'Odon et probablement d'Adèle de Pfalzel, abbesse de Pfalzel. Adèle de Pfalzel est très certainement la fille d'Hugobert (645–698), sénéchal de Clovis III (en 693), comte du palais de Childebert IV (en (697)) et d'Irmina d'Oeren.

### Koenigshoffen
Au VIIe siècle, à Koenigshoffen, le silence de la solitude avait succédé au bruit du camp romain. Les habitants étaient rares sur cette colline où se dressait le gibet pour les malfaiteurs condamnés par le juge de la ville. Non loin de là, saint Arbogast bâtit une cellule au bord de l'Ill, dans un lieu désert, où il aimait à se retirer, quand il voulait fuir le monde. On dit que Dagobert II y construisit pour l'évêque qu'il vénérait un monastère avec un oratoire. Par un mouvement d'humilité, Arbogast voulut être enterré sur la colline des supplices, la présence de son tombeau effaçant l'infamie du lieu. On en fit disparaître le gibet et à sa place on érigea une chapelle dédiée à saint Michel, que l'évêque Remigius († 783) donna au couvent d'Eschau, fondé par lui en 776. Autour de cette chapelle se groupèrent peu à peu des colons attirés par la fertilité des environs. Les prairies furent converties en champs, il s'éleva des habitations rustiques qui, dès le commencement du VIIIe siècle, furent assez nombreuses pour former un faubourg suburbium de la ville.
Le duc d'Alsace, Adalbert, frère de sainte Odile et fondateur de l'abbaye de Saint-Étienne y bâtit une villa royale qui donnera à la banlieue entière avec ses fermes le nom de Koenigshoffen. C'est pour cette nouvelle agglomération d'habitants qu'on érige l'église de Sainte-Aurélie.

### L'abbaye Saint-Étienne (717)
Comme Etichon-Adalric d'Alsace son père, il fonde des monastères dont l'abbaye Saint-Étienne en (717), à Strasbourg. L'église Saint-Étienne se situe à l'intérieur du collège épiscopal Saint-Étienne, à Strasbourg. La crypte présente les vestiges de la basilique romaine du Ve siècle. Cependant l'édifice a été réalisé au VIIIe siècle par le duc Adalbert d'Alsace. L'abside est mérovingienne. C'est dans cette abbaye qu'il va être inhumé comme d'ailleurs des deux femmes et deux de ses filles. Une autre de ses filles, Attale, y est première abbesse.

### Abbaye de Honau (721)
Le duc Adalbert fonde le monastère de Honau, sur une île du Rhin, au nord de Strasbourg, en l'honneur de l'archange saint Michel. C'est un monastère bénédictin fondé au début du VIIIe siècle par des moines irlandais. Toutefois des sources plus sérieuses nous donnent la date : 721. Parmi les noms qui en ressortent, on connaît celui de Tuban, fondateur avec le dénommé Benedictus, de ce monastère, qui sert de halte et de base de repos pour les Irlandais partant en direction de la Hesse et de Mayence.
Adalbert d'Alsace se qualifie d'Adelbertus dux dans une charte de cette abbaye. Le duc Adalbert augmente la dotation première du monastère de Honau en y ajoutant des biens et des revenus en juin 722. Il meurt la même année, avant le 11 décembre 722, et est inhumé dans le cœur de l'abbaye Saint-Étienne.

## Descendance

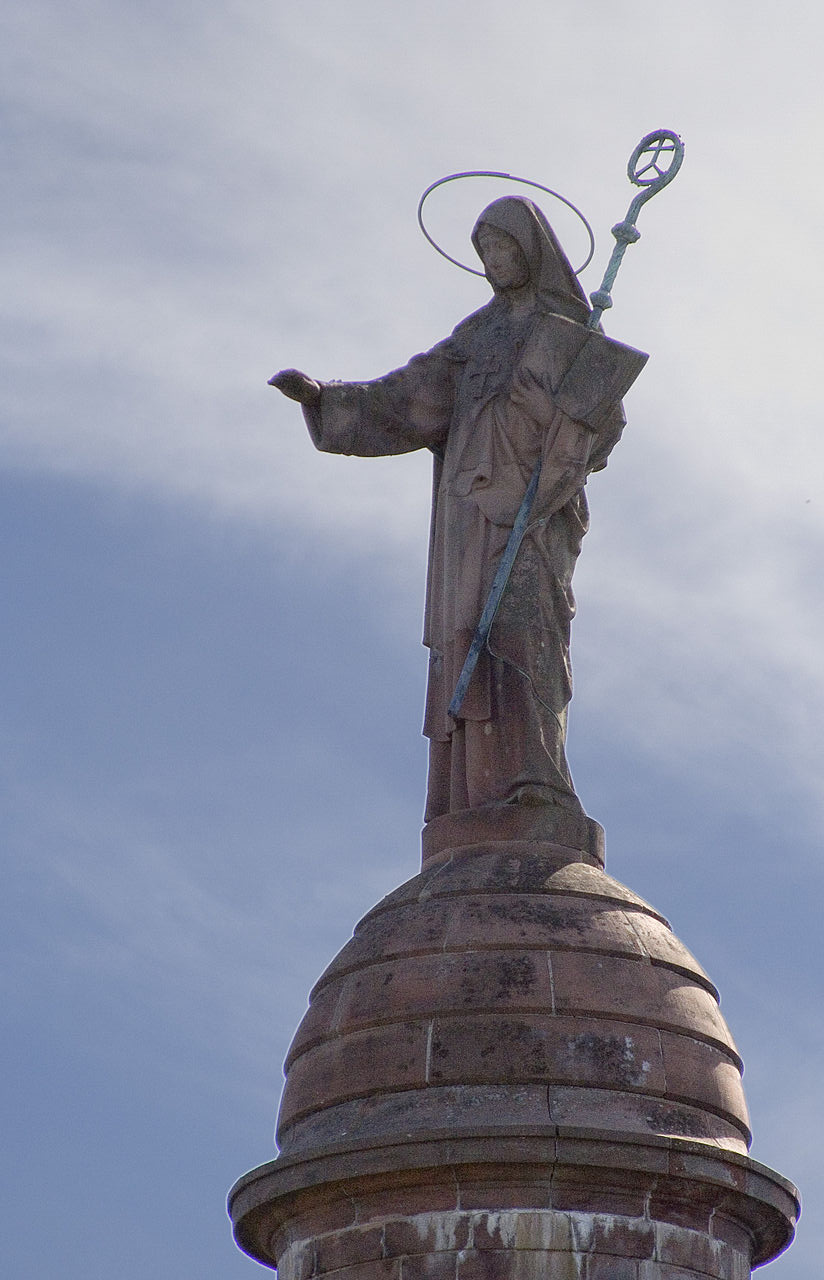
Statue de sainte Odile, sa sœur.

Adalbert d'Alsace épouse Gerlinde de Pfalzel, qui à sa mort est inhumée dans l'abbaye Saint-Étienne. Ils ont au moins six enfants :
- Luitfrid Ier d'Alsace (700-767), duc d'Alsace est à l'origine des monastères de Honau, Wissembourg, et de l'abbaye de Murbach[6] ;
- Eberhard d'Eguisheim, comte, cité dans la charte de fondation de l'abbaye de Murbach en 728. Il est aussi à l'origine des monastères de Remiremont, Honau et de Wissembourg[6]. Saint Pirmin fonde en 724 le monastère de Reichenau, dans l'île du même nom, sur le lac de Constance, puis un grand nombre d'autres abbayes entre les Vosges et la Forêt-Noire, telles que Gengenbach en 725, dans la vallée de la Kinzig, avec le comte franc Eberhard, et Murbach en 728, avec le même Eberhard, le dotant de domaines jusqu'en Suisse ;
- Sainte Attale (+ 3 décembre 741) est formée par sainte Odile, elle est  première abbesse du monastère de Saint-Étienne ;
- Mason de Sundgau, comte, fondateur de l'abbaye de Masevaux ou Masmunster[2]. Le diplôme de Louis le Pieux (778–840) le qualifie pour ce monastère de princeps vir nobilis maso, frater ducis Luidfredi et Eberhardi[7].

Après la mort de sainte Odile, les chanoinesses élisent pour lui succéder dans l'administration ses deux nièces, filles d'Adalbert :
- Eugénie d'Alsace (+ 16 décembre 735) est nommée seconde abbesse de Hohenbourg ;
- Gundelina (en) est nommée abbesse de l'abbaye Sainte-Marie de Niedermunster[8].

Adalbert d'Alsace se remarie avec Bathilde, une riche femme d'Alsace. Ils ont deux filles :
- Luitgarde est inhumée dans l'abbaye Saint-Étienne ;
- Sabine est inhumée dans l'abbaye Saint-Étienne[10].

## Sources
- Guy Perny, Adalric, duc d'Alsace, ascendants et descendants, J. Do Bentzinger, 2004.
- Lucien Sittler, L'Alsace Terre d'Histoire, Éditions Alsatia, 1988 réédition 1994  (ISBN 978-2703200826).